# Collegio uninominale Lombardia 3 - 08
Il collegio elettorale uninominale Lombardia 3 - 08 è stato un collegio elettorale uninominale della Repubblica Italiana per l'elezione della Camera tra il 2017 ed il 2022.
Era uno dei due collegi previsti in Lombardia dal Rosatellum per l’elezione della Camera a non trovare riscontro in quelli per il Senato definiti dal Mattarellum.

## Territorio
Come previsto dalla legge elettorale italiana del 2017, il collegio era stato definito tramite decreto legislativo all'interno della circoscrizione Lombardia 3.
Era formato dal territorio di 55 comuni: Antegnate, Arzago d'Adda, Azzano Mella, Bagnolo Mella, Barbariga, Barbata, Bariano, Bassano Bresciano, Borgo San Giacomo, Brandico, Calcio, Calvenzano, Capriano del Colle, Caravaggio, Casirate d'Adda, Cigole, Cividate al Piano, Cologno al Serio, Cortenuova, Corzano, Covo, Dello, Fara Olivana con Sola, Fontanella, Fornovo San Giovanni, Ghisalba, Isso, Leno, Longhena, Mairano, Manerbio, Martinengo, Misano di Gera d'Adda, Montirone, Morengo, Mornico al Serio, Mozzanica, Offlaga, Orzinuovi, Orzivecchi, Pagazzano, Palosco, Pavone del Mella, Pompiano, Poncarale, Pumenengo, Roccafranca, Romano di Lombardia, Rudiano, San Gervasio Bresciano, San Paolo, Torre Pallavicina, Urago d'Oglio, Verolanuova e Villachiara.
Il collegio era quindi compreso tra la provincia di Bergamo e la provincia di Brescia.
Il collegio era parte del collegio plurinominale Lombardia 3 - 02.

## Eletti
| Elezione | Elezione | Deputato         | Partito      |
| -------- | -------- | ---------------- | ------------ |
|          | 2018     | Alessandro Sorte | Forza Italia |
|          | 2019     | Alessandro Sorte | Cambiamo!    |
|          | 2021     | Alessandro Sorte | Indipendente |

## Dati elettorali

### XVIII legislatura
Come previsto dalla legge elettorale, 232 deputati erano eletti con sistema a maggioranza relativa in altrettanti collegi uninominali a turno unico.
| Candidati              | Candidati                  | Voti    | %     | Liste                    | Voti    | %     |
| ---------------------- | -------------------------- | ------- | ----- | ------------------------ | ------- | ----- |
|                        | Alessandro Sorte ✔️ Eletto | 87 829  | 57,30 | Lega                     | 57 862  | 37,75 |
| Forza Italia           | Alessandro Sorte ✔️ Eletto | 87 829  | 57,30 | 21 923                   | 14,30   |       |
| Fratelli d'Italia      | Alessandro Sorte ✔️ Eletto | 87 829  | 57,30 | 6 583                    | 4,29    |       |
| Noi con l'Italia - UDC | Alessandro Sorte ✔️ Eletto | 87 829  | 57,30 | 1 461                    | 0,95    |       |
|                        | Ludovica Paloschi          | 30 136  | 19,66 | Partito Democratico      | 26 742  | 17,45 |
| +Europa                | Ludovica Paloschi          | 30 136  | 19,66 | 2 478                    | 1,62    |       |
| Civica Popolare        | Ludovica Paloschi          | 30 136  | 19,66 | 481                      | 0,31    |       |
| Italia Europa Insieme  | Ludovica Paloschi          | 30 136  | 19,66 | 435                      | 0,28    |       |
|                        | Andrea Dellavedova         | 26 507  | 17,29 | Movimento 5 Stelle       | 26 507  | 17,29 |
|                        | Colomba Plebani            | 3 029   | 1,98  | Liberi e Uguali          | 3 029   | 1,98  |
|                        | Luciano Vescovi            | 2 035   | 1,33  | CasaPound                | 2 035   | 1,33  |
|                        | Francesco Puccio           | 1 066   | 0,70  | Il Popolo della Famiglia | 1 066   | 0,70  |
|                        | Rosanna Canestrale         | 1 053   | 0,69  | Potere al Popolo!        | 1 053   | 0,69  |
|                        | Massimo Menotti            | 930     | 0,61  | Italia agli Italiani     | 930     | 0,61  |
|                        | Riccardo Pasca             | 576     | 0,38  | Grande Nord              | 576     | 0,38  |
|                        | Paolo Ferrara              | 112     | 0,07  | PRI - ALA                | 112     | 0,07  |
| Totale                 | Totale                     | 153 273 | 100   |                          | 153 273 | 100   |
|                        |                            |         |       |                          |         |       |
| Voti non validi        | Voti non validi            | 5 137   | 3,24  |                          |         |       |
| Votanti                | Votanti                    | 158 410 | 80,45 |                          |         |       |
| Elettori               | Elettori                   | 196 900 |       |                          |         |       |